# رقم
رَقَم، در ریاضیات و علم کامپیوتر، نشانه‌ای است که برای نوشتن و نمایش عدد در دستگاه‌های اعداد مبتنی بر ارزش مکانی بکار می‌رود.
مقادیر صفر تا نُه (۰–۹) ارقام را تشکیل می‌دهند که می‌توانند به صورت جداگانه (مثل ۲ یا ۵) یا به صورت ترکیبی (مثل ۲۵) به کار روند.